# PEN Ukraine
PEN Ukraine est une organisation non gouvernementale ukrainienne créée pour protéger la liberté d'expression et les droits des auteurs, promouvoir la littérature et la coopération culturelle internationale. Il fait partie du réseau des centres nationaux du PEN International.
Le Centre ukrainien pour le PEN international est fondé à l'automne 1989, au sein de l'Union nationale des écrivains d'Ukraine. Mykola Vinhranovsky, un poète ukrainien, est élu premier président de l'organisation.
Le principal organe directeur est l'assemblée générale, qui élit un conseil d'administration de huit membres, dirigé par un président et deux vice-présidents.

## Structure
Chaque automne, le PEN International organise un congrès du PEN dans l'un des pays du monde, qui réunit les dirigeants et les membres d'autres centres nationaux du PEN pour réélire la direction internationale et adopter les résolutions du PEN sur les droits de l'homme. En 2017, le Congrès international du PEN s'est tenu pour la première fois en Ukraine, à Lviv.

### Adhésion
Bien que PEN ne comprenait que des écrivains, le cercle des membres potentiels de l'organisation s'est élargi. Les principaux critères pour rejoindre le PEN sont de partager les valeurs de l'organisation inscrites dans sa charte et d'avoir le désir de promouvoir le développement de la littérature et de protéger la liberté d'expression en Ukraine et dans le monde. Actuellement[Quand ?], PEN Ukraine comprend 130 membres qui sont des écrivains, des militants des droits de l'homme, des traducteurs, des journalistes, des universitaires en sciences humaines, des éditeurs et des responsables culturels.
Selon la charte de PEN Ukraine, la décision d'admission de nouveaux membres est prise par le Conseil exécutif. Sur invitation du Bureau exécutif, chaque nouveau membre doit soumettre à son examen deux recommandations d'autres membres à part entière de PEN Ukraine.

### Financement
Le PEN ukrainien est une organisation à but non lucratif qui existe grâce aux contributions de ses membres et au soutien de donateurs individuels.

## Gestion

### Présidents du PEN ukrainien
- 1989-1993 - Mykola Vinhranovsky [1]
- 1993-2010 - Yevhen Sverstiouk [3],[4]
- 2010-2014 - Myroslav Marynovitch (en)[5],[6]
- 2014-2018 — Mykola Riabtchouk
- depuis le 17 décembre 2018 — Andreï Kourkov

### Vice-présidents et directeur général
En août 2018, la journaliste Tetyana Teren est devenue directrice exécutive du PEN ukrainien.
Depuis octobre 2019, les membres du conseil d'administration de l'organisation sont Olena Styajkina, Leonid Finberg (uk), Yevhen Zakharov (en), Larysa Denysenko et Ostap Slyvynsky.

## Activités
La nature générale de l'activité est définie par la Charte du PEN International (créé en 1921), où les principales tâches du PEN sont définies comme suit : « Protéger la liberté de parole et d'expression, défendre les droits des minorités, aider les écrivains persécutés, soutenir la diversité culturelle, et la promotion des valeurs humanistes par la culture ».
Le PEN ukrainien a notamment mis en œuvre les projets suivants :
- participation aux Congrès du PEN International et présentation des enjeux ukrainiens lors de ceux-ci : au 78e Congrès du PEN International en Corée du Sud (M. Marynovych, 2012), au 80e Congrès au Kirghizistan (A. Kourkov, 2014), au 82e en Galice (M. Riabtchouk, A. Kourkov, G. Bekirova, 2016), 84e à Pune (T. Teren, V. Amelina) ;

- invitation en Ukraine du président du PEN international John Ralston Saul (Kiev, Odessa, 2015), du chef du département des relations internationales du PEN américain Drew Menaker (Kiev, 2016) et du directeur exécutif du PEN international Carles Torner (Lviv, Kiev, 2017)[8];

- présentation des questions ukrainiennes lors de la réunion de l'International PEN Writers in Prison Committee à Rotterdam et de l'ICORN à Lillehammer (Galya Koinach, 2014, 2017, 2019) ;

- organisation du 83e Congrès international du PEN en Ukraine ;

- organiser des conférences régionales annuelles des clubs PEN d'Europe de l'Est[9] ;

- l'attribution annuelle du prix PEN ukrainien du nom de Iourii Cheveliov pour des essais modernes ;

- remise annuelle du prix PEN ukrainien « Vassyl-Stouss » ;

- cérémonie annuelle de remise du prix « Gueorgui-Gongadzé » aux journalistes ukrainiens ;

- création du Club de discussion PEN, au sein duquel des discussions sur des questions d'actualité ont lieu[10] et des discussions sur des projets médiatiques sont mises en œuvre [11];

- mise en œuvre du projet "Lectures littéraires dans les villes d'Ukraine".

En 2019, le PEN ukrainien est devenu une organisation partenaire du prix littéraire de l'Union européenne et a reçu le droit de former un jury national et de déterminer le lauréat du prix d'Ukraine.

## Droits de l'homme
Depuis 2014, le PEN ukrainien tente d'attirer l'attention sur les événements en Ukraine, l'occupation de la Crimée et les prisonniers politiques ukrainiens dans les prisons russes à travers une série de déclarations à la communauté internationale. En particulier, ont été publiés :
- Déclaration sur la cessation de l'escalade de la violence en Ukraine [13];
- Déclaration de protestation contre les répressions politiques en Crimée et pour la défense d'Ilma Umerov [14];
- Lettre ouverte aux collègues néerlandais à la veille du référendum local sur l'association Ukraine-UE[15] ;
- Déclaration de soutien au journaliste membre du PEN ukrainien Stanislav Aseyev[16] ;

Le 21 août 2018, le 100e jour de la grève de la faim du réalisateur et écrivain Oleh Sentsov, le PEN ukrainien et le Centre pour les libertés civiles ont organisé un rassemblement « Solidarité avec Oleg Sentsov » près de l'ambassade de Russie à Kiev.
Le 15 novembre 2018, la Journée internationale des écrivains prisonniers, le PEN ukrainien et le Centre pour les libertés civiles ont organisé une campagne « Chaises vides » en soutien aux prisonniers politiques ukrainiens en Russie et en Crimée, ainsi qu'aux prisonniers des républiques autoproclamées. dans l'est de l'Ukraine.

## Membres
- Volodymyr Rafeienko[19]